# Віїшоара (Сату-Маре)
Віїшоара (рум. Viișoara) — село у повіті Сату-Маре в Румунії. Входить до складу комуни Чумешть.
Село розташоване на відстані 466 км на північний захід від Бухареста, 45 км на захід від Сату-Маре, 142 км на північний захід від Клуж-Напоки.

## Населення
За даними перепису населення 2002 року у селі проживали 9 осіб, з них 8 осіб (88,9%) угорців. Рідною мовою 8 осіб (88,9%) назвали угорську.